# Bernt Carlsson

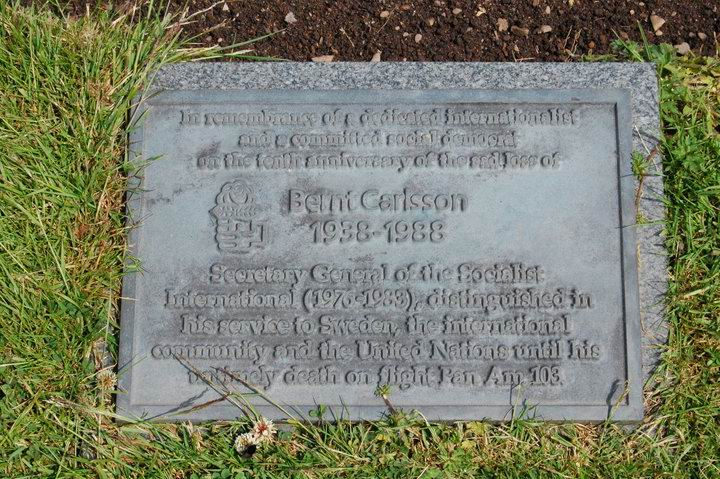
På kyrkogården Dryfesdale Cemetery finns en minnessten till minne av Bernt Carlsson.

Bernt Wilmar Carlsson, född 21 november 1938 i Stockholm, död 21 december 1988 i Lockerbie, Skottland, var en socialdemokratisk politiker med internationell inriktning.

## Biografi
Carlsson gick med i SSU då han var 16 år gammal. Han läste ekonomi i Stockholm. År 1970 blev han internationell sekreterare i det socialdemokratiska partiet. Mellan 1976 och 1983 var han generalsekreterare för Socialistinternationalen och chefredaktör för Socialist Affairs i London. Han var 1983–1985 ambassadör vid Utrikesdepartementet med ansvar för icke-statliga organisationer och 1985–1987 statssekreterare i Jordbruksdepartementet med ansvar för nordiska frågor. Från 1987 och till sin död var han biträdande generalsekreterare i FN och Namibiakommissionär. Han omkom i Lockerbiekraschen, då Pan Am Flight 103 sprängdes i luften ovan det skotska samhället Lockerbie, på väg till New York för att delta i undertecknandet av avtalet om Namibias självständighet. Bernt Carlsson är gravsatt på Bromma kyrkogård.

### Övergripande källor
- Nationalencyklopedin
- Anno 1988